# Just a Singer
Just a Singer es el cuarto álbum de estudio del cantautor estadounidense Lobo, publicado en mayo de 1974 por el sello discográfico Big Tree Records.

## Recepción de la crítica
Un escritor no especificado de la revista Cash Box declaró: “Richard Bennett, Alan Lindgren, Emory Gordy y Dennis St. John, el personal de Lobo, deben ser felicitados por su excelente trabajo en este nuevo y excelente LP, que abarca una variedad de texturas y estados de ánimo sabrosos. Cada corte es un mundo en sí mismo”.

## Lista de canciones
| Lado uno |                            |                            |          |  |
| N.º      | Título                     | Escritor(es)               | Duración |  |
| 1.       | «Rings»                    | Alex Harvey Eddie Reeves   | 3:24     |  |
| 2.       | «The Shelter of Your Eyes» | Don Williams               | 2:32     |  |
| 3.       | «I'm Only Sleeping»        | John Lennon Paul McCartney | 2:15     |  |
| 4.       | «Daydream Believer»        | John Stewart               | 3:31     |  |
| 5.       | «Reason to Believe»        | Tim Hardin                 | 3:27     |  |

| Lado dos |                              |                    |          |  |
| N.º      | Título                       | Escritor(es)       | Duración |  |
| 1.       | «Armstrong»                  | Stewart            | 2:37     |  |
| 2.       | «Universal Soldier»          | Buffy Sainte-Marie | 3:15     |  |
| 3.       | «Let's Get Together»         | Chet Powers        | 4:43     |  |
| 4.       | «Lodi»                       | John Fogerty       | 3:26     |  |
| 5.       | «All for the Love of a Girl» | Johnny Horton      | 2:29     |  |

## Créditos y personal
Créditos adaptados desde las notas de álbum de Just a Singer.
Músicos
- Lobo – voces, guitarra acústica y eléctrica
- Richard Bennett – guitarra acústica y eléctrica
- Alan Lindgren – teclados, sintetizador
- Emory Gordy – bajo eléctrico
- Dennis St. John – batería

Personal técnico
- Phil Gernhard – productor
- Michael Lietz – ingeniero de audio
- Bob Defrin – director artístico

## Posicionamiento
| Gráfica (1974)                                  | Pico de posición |
| ----------------------------------------------- | ---------------- |
| Estados Unidos (Billboard Top LPs & Tape)       | 183              |
| Estados Unidos (Cash Box Top 100 Albums Cont'd) | 152              |
| Estados Unidos (Record World Album Chart)       | 180              |